# Hunter Miska
Hunter Miska, född 7 juli 1995, är en amerikansk professionell ishockeymålvakt som spelar för Dynamo Moskva i Kontinental Hockey League (KHL). Han har tidigare spelat i National Hockey League (NHL) för Arizona Coyotes och Colorado Avalanche . 
Miska blev aldrig NHL-draftad.